# Wierząca
Wierząca (fr. Hadewijch) – francuski dramat filmowy z 2009 roku w reżyserii Bruno Dumonta. Zdjęcia kręcono w Paryżu, Berthen (departament Nord) oraz w Lessines (Walonia).

## Zarys fabuły
Céline, młoda francuska studentka teologii pochodząca z zamożnego domu, wstępuje do klasztoru przyjmując imię XIII-wiecznej legendarnej mistyczki i poetki. Jednak z powodu swych intensywnych umartwień i nieposłuszeństwa przełożonym zostaje z zakonu usunięta. Wkrótce Céline poznaje Nassira, fanatycznego muzułmanina.

## Obsada
- Julie Sokolowski – siostra Hadewijch/Céline
- Yassine Salim – Yassine
- Karl Sarafidis – Nassir
- David Dewaele – David
- Brigitte Mayeux-Clergot – matka przełożona
- Luc-François Bouyssonie – ojciec Céline
- Marie Castelaine – matka Céline

i inni.